# ويل ديفيس (سياسي)
ويل ديفيس (بالإنجليزية: William Davis) هو سياسي أمريكي، ولد في 2 يوليو 1968 بهارفي في الولايات المتحدة. حزبياً، نشط في الحزب الديمقراطي. وقد انتخب عضو مجلس نواب إلينوي (2003 – ).